# Гудинг, Кьюба (младший)
Кьюба Марк Гудинг-младший (англ. Cuba Mark Gooding Jr.; род. 2 января 1968, Бронкс, Нью-Йорк, США) — американский актёр театра, кино и телевидения. Лауреат премии «Оскар» в категории «Лучший актёр второго плана» за роль Рода Тидвелла в трагикомедии Кэмерона Кроу «Джерри Магуайер» (1996), обладатель звезды на Голливудской «Аллее славы» (2002).
Пик популярности Гудинга пришёлся на 1990-е годы и начало 2000-х — именно в этот период актёр сыграл свои наиболее известные и успешные роли в фильмах «Ребята по соседству» (1991), «Джерри Магуайер» (1996), «Лучше не бывает» (1997), «Куда приводят мечты» (1998), «Военный ныряльщик» (2000), «Пёрл-Харбор» (2001), «Снежные псы» (2002) и «Радио» (2003).

## Биография
Родился в Бронксе в семье Ширли Салливан и Кьюбы Гудинга-старшего (1944—2017) — известного певца ритм-энд-блюзовой группы 1970-х годов The Main Ingredient. Его дед по отцовской линии был родом с Барбадоса. Помимо Кьюбы-младшего в семье ещё трое детей: Томми, Омар и Эйприл. Семья переехала в Лос-Анджелес после релиза музыкального хита Гудинга-старшего и его группы «Everybody Plays the Fool» в 1972 году. Два года спустя он бросил свою семью.
Кьюба проучился в четырёх разных школах: North Hollywood High School, Tustin High School, Apple Valley High School и John F. Kennedy High School. Он занимал пост президента класса в трёх из них. В 1994 году Кьюба Гудинг-младший женился на своей школьной подруге по имени Сара Капфер; у них есть трое детей: Спенсер, Мейсон и Пайпер.

## Карьера

#### Начало карьеры
В 1984 году состоялся публичный дебют Гудинга-младшего — он выступил на открытии Олимпийских игр в Лос-Анджелесе в танцевальной группе Лайонела Ричи. Гудинг снимался в рекламе и на телевидении, в 1988 году получил свою первую роль в фильме Эдди Мерфи «Поездка в Америку». Первый серьёзный успех пришёл к Гудингу-младшему с фильмом "Ребята по соседству". Фильм успешно показал себя в прокате и был отмечен двумя номинациями на Оскар. Данной ролью актёр хорошо зарекомендовал себе перед продюсерами и уже в следующем своем фильме под названием "Гладиатор" его гонорар был увеличен до 100 тыс. долларов (за роль в "Ребятах по соседству" он получил 32 тыс. долларов). Фильм не имел коммерческого успеха, но зрители и критики по-прежнему хвалили актёрские способности Гудинга-младшего. После теплого приема в фильме "Гладиатор" последовало череда ролей второго плана. В 1993 году актёр снялся в боевике "Ночь страшного суда". Фильм провалился в прокате, но на карьере актёра это никак не сказалось. В 1994 году он сыграл ещё одну роль второго плана в комедийном вестерне "Джек-молния". Как и прошлый фильм "Джек-молний" с треском провалился в прокате и был разруган критиками. Гонорар Гуддинга-младшего за эту роль составил 500 тыс. долларов. В 1995 году актёр исполнил ещё одну роль второго плана в фильме-катастрофе "Эпидемия".

#### Взлет карьеры
В 1996 году актёр снялся в спортивной драме "Джерри Магуайер". Фильм очень успешно показал себя в прокате, собрав 273 млн долларов при бюджете в 50 млн., получив хвалебные отзывы от критиков и зрителей. Гудинг-младший за роль в этом фильме получил Оскар в номинации "Лучшая мужская роль второго плана". После съемок в данной картине его карьера  резко пошла вверх как и гонорары. Гудинг-младший по прежнему исполнял преимущественно роли второго плана, но получал при этом внушительные суммы. Так за участие в фильме "Куда приводят мечты" он получил 1,5 млн долларов. Тем не менее актёра периодически постигали неудачи. В 1998 году он снялся в боевике "Убийца ворон". Студию Warner Bros не устроило итоговое качество ленты и поэтому она получила лишь ограниченный прокат и позже была отправлена сразу на видео. В 1999 году Гудинг-младший снялся сразу в двух крупнобюджетных постановках. Это триллер «Инстинкт» и боевик «Фактор холода». Оба фильма оглушительно провалились в прокате не окупив даже свои бюджеты. За роль в "Инстинкте"  актёр получил самый крупный гонорар в своей карьере — 2,5 млн долларов. В 2000 и 2001 годах сыграл роли самых известных афроамериканцев в истории Военно-морского флота США: Дориса Миллера («Пёрл-Харбор») и Карла Брашира («Военный ныряльщик»). Участие в данных фильмах позволили ему вновь вернуть интерес публики и киностудий к своей персоне после провальных фильмов в конце 90-х.

#### Смена амплуа и спад карьеры
В начале 2000-х актёр начинает пробовать себя в комедийных ролях. Одной из первых таких ролей было участие в семейной комедии «Снежные псы». Фильм успешно показал себя в прокате собрав 115 млн долларов при бюджете в 33 млн. Также в этот период можно отметить роль второго плана в комедии «Крысиные бега». Тем не менее следующим комедийным ролям актёра уже не сопутствовал подобный успех. В 2002 году актёр подписался на участие в комедии «Морское приключение». Фильм с треском провалился в прокате и был разгромлен критиками. Гудинг-младший за роль в данной картине получил номинацию на «Золотую малину». Ещё большим провалом оказалось участие актёра в фильме «Борьба с искушениями». Фильм также не сумел окупить свой бюджет и был прохладно встречен критиками. В 2006 году актёр ненадолго возвращается в жанр боевика снявшись в фильме «Конец игры». Киностудия изначально планировала кинотеатральный прокат, но сделав вывод о неудовлетворительном качестве фильма решила выпустить его прямиком на видео. В 2007 году актёр снова снялся в семейной комедии под названием «Дежурный папа: Летний лагерь». Фильм также провалился в прокате, а актёр получил ещё одну номинацию на «Золотую малину». Фактически с 2003 по 2007 года актёр снялся в 7 фильмах которые не имели коммерческого успеха. После 2007 года карьера Гудинга-младшего пошла на спад. Киностудии стали предлагать ему преимущественно роли третьего и четвёртого плана. Если актёру предлагали главные роли, то это были низкобюджетные боевики выходившие на видео минуя кинотеатры («Путь мести», «Путь войны», «Болотная икра»). К тому же сильный удар по карьере актёра нанесли обвинения в домогательствах и изнасиловании.

## Признание
Получил премию «Оскар» за роль Рода Тидвелла в фильме «Джерри Магуайер» (1996). 21 января 2002 года на знаменитой Аллее славы была открыта его звезда. В 1997 году журнал «People» включил Кьюбу Гудинга-мл. в число 50 самых красивых людей в мире.

## Фильмография
| Год       |    | Русское название                                                 | Оригинальное название                             | Роль                             |
| --------- | -- | ---------------------------------------------------------------- | ------------------------------------------------- | -------------------------------- |
| 1986      | с  | Лучшие дни                                                       | Better Days                                       | хулиган                          |
| 1986—1987 | с  | Блюз Хилл-стрит                                                  | Hill Street Blues                                 | член банды №2 / Итан Диллон      |
| 1987      | с  | Зоопарк в Бронксе                                                | The Bronx Zoo                                     | Бобби Девлин                     |
| 1988      | ф  | Поездка в Америку                                                | Coming to America                                 | парень в парикмахерской          |
| 1988      | с  | CBS: Особенные школьные каникулы                                 | CBS Schoolbreak Special                           | Пол                              |
| 1988      | с  | Аминь                                                            | Amen                                              | Кенни                            |
| 1989      | с  | 227                                                              | 227                                               | скейтер                          |
| 1989      | ф  | Пой                                                              | Sing                                              | Стэнли                           |
| 1989—1991 | с  | Секретный агент Макгайвер                                        | MacGyver                                          | Рэй Коллинз / Билли Колтон       |
| 1990      | с  | Противные мальчики                                               | Nasty Boys                                        | Поптоп                           |
| 1991      | ф  | Ребята по соседству                                              | Boyz N The Hood                                   | Тре Стайлс                       |
| 1992      | тф | Немотивированное убийство: История Эдмунда Перри                 | Murder Without Motive: The Edmund Perry Story     | Тайри                            |
| 1992      | ф  | Гладиатор                                                        | Gladiator                                         | Абрахам Линкольн Хейнс           |
| 1992      | ф  | Несколько хороших парней                                         | A Few Good Men                                    | капрал Карл Хаммакер             |
| 1993      | тф | Начало дня                                                       | Daybreak                                          | Торч                             |
| 1993      | ф  | Ночь страшного суда                                              | Judgment Night                                    | Майк Питерсон                    |
| 1994      | ф  | Джек-молния                                                      | Lightning Jack                                    | Бен Дойл                         |
| 1994      | ф  | Сметённые огнём                                                  | Blown Away                                        | член подрывного отряда           |
| 1995      | ф  | Эпидемия                                                         | Outbreak                                          | майор Сэлт                       |
| 1995      | ф  | Дело Исайи                                                       | Losing Isaiah                                     | Эдди Хьюз                        |
| 1995      | тф | Пилоты из Таскиги                                                | The Tuskegee Airmen                               | Билли Робертс                    |
| 1996      | ф  | Джерри Магуайер                                                  | Jerry Maguire                                     | Род Тидвелл                      |
| 1997      | ф  | Лучше не бывает                                                  | As Good as It Gets                                | Фрэнк Сакс                       |
| 1997      | ф  | Без тормозов                                                     | Trading Favors                                    | клерк в ликёро-водочном магазине |
| 1998      | ф  | Куда приводят мечты                                              | What Dreams May Come                              | Альберт Льюис                    |
| 1998      | ф  | Убийца ворон                                                     | A Murder of Crows                                 | Лоусон Рассел                    |
| 1999      | ф  | Инстинкт                                                         | Instinct                                          | Тео Колдер                       |
| 1999      | с  | Субботним вечером в прямом эфире                                 | Saturday Night Live                               | в роли самого себя, гость        |
| 1999      | ф  | Фактор холода                                                    | Chill Factor                                      | Арло                             |
| 2000      | ф  | Военный ныряльщик                                                | Men of Honor                                      | Карл Брашир                      |
| 2001      | ф  | Пёрл-Харбор                                                      | Pearl Harbor                                      | Дорис Миллер                     |
| 2001      | ф  | Крысиные бега                                                    | Rat Race                                          | Оуэн Тэмпелтон                   |
| 2001      | ф  | В тени                                                           | In the Shadows                                    | Дрейвен                          |
| 2001      | ф  | Образцовый самец                                                 | Zoolander                                         | в роли самого себя               |
| 2002      | ф  | Снежные псы                                                      | Snow Dogs                                         | Тед Брукс                        |
| 2002      | ф  | Морское приключение                                              | Boat Trip                                         | Джерри Робинсон                  |
| 2003      | ф  | Борьба с искушениями                                             | The Fighting Temptations                          | Дэррин Хилл                      |
| 2003      | ф  | Радио                                                            | Radio                                             | Радио                            |
| 2004      | мф | Не бей копытом                                                   | Home on the Range                                 | Бак                              |
| 2005      | ф  | Война теней                                                      | Shadowboxer                                       | Майки                            |
| 2005      | ф  | Грязное дело                                                     | Dirty                                             | Салим Адель                      |
| 2006      | ф  | Конец игры                                                       | End Game                                          | Алекс Томас                      |
| 2007      | ф  | Уловки Норбита                                                   | Norbit                                            | Дилан Хьюз                       |
| 2007      | ф  | Дежурный папа: Летний лагерь                                     | Daddy Day Camp                                    | Чарли                            |
| 2007      | ф  | Что такое любовь                                                 | What Love Is                                      | Том                              |
| 2007      | ф  | Гангстер                                                         | American Gangster                                 | Никки Барнс                      |
| 2007      | мф | Земля до начала времён 13: Сила дружбы                           | The Land Before Time XIII: The Wisdom of Friends  | Луфа                             |
| 2008      | ф  | Разыскивается герой                                              | Hero Wanted                                       | Лиам Кейс                        |
| 2008      | ф  | Гарольд                                                          | Harold                                            | Кромер                           |
| 2008      | ф  | Патрульный                                                       | Linewatch                                         | Майкл Диксон                     |
| 2009      | тф | Золотые руки: История Бена Карсона                               | Gifted Hands: The Ben Carson Story                | Бен Карсон                       |
| 2009      | ф  | Путь войны                                                       | The Way of War                                    | Дэвид Вулф                       |
| 2009      | ф  | Гробница дьявола                                                 | The Devil's Tomb                                  | Мэк                              |
| 2009      | ф  | Ложь и Иллюзии                                                   | Lies & Illusions                                  | Айзек Кан                        |
| 2009      | ф  | Прошивка                                                         | Hardwired                                         | Люк Гибсон                       |
| 2009      | ф  | Поворот с Тахо                                                   | Wrong Turn at Tahoe                               | Джошуа                           |
| 2011      | в  | Убить по расписанию                                              | Ticking Clock                                     | Льюис Хикс                       |
| 2011      | ф  | Смертельный список                                               | The Hit List                                      | Джонас Арбор                     |
| 2011      | ф  | Путь мести                                                       | Sacrifice                                         | Джон Хеброн                      |
| 2012      | ф  | Красные хвосты                                                   | Red Tails                                         | майор Эмануэлль Стэнс            |
| 2012      | тф | Свет от огня                                                     | Firelight                                         | ДиДжей                           |
| 2012      | ф  | Узник                                                            | One in the Chamber                                | Рэй Карвер                       |
| 2013      | ф  | Страсти Дон Жуана                                                | Don Jon                                           | голливудский актёр #2            |
| 2013      | ф  | Жизнь короля                                                     | Life of a King                                    | Юджин                            |
| 2013      | тф | Повестка в суд                                                   | Summoned                                          | детектив Каллендар               |
| 2013      | ф  | Обман                                                            | Absolute Deception                                | Джон Нельсон                     |
| 2013      | ф  | Дворецкий                                                        | The Butler                                        | Картер Уилсон                    |
| 2013      | ф  | Мачете убивает                                                   | Machete Kills                                     | второе обличье Хамелеона         |
| 2013      | тф | Виновен                                                          | Guilty                                            | Уильям «Билли» Ремз              |
| 2014      | ф  | Сельма                                                           | Selma                                             | Фред Грей                        |
| 2014      | ф  | Свобода                                                          | Freedom                                           | Сэмюэл                           |
| 2015      | с  | Империя                                                          | Empire                                            | Пума                             |
| 2015      | с  | Книга негров                                                     | The Book of Negroes                               | Сэм Фрэнсис                      |
| 2015      | с  | Вечность                                                         | Forever                                           | Айзек Монро                      |
| 2016      | с  | Американская криминальная история: Народ против О. Джея Симпсона | The People v. O. J. Simpson: American Crime Story | О. Джей Симпсон                  |
| 2016      | с  | Американская история ужасов: Роанок                              | American Horror Story: Roanoke                    | Доминик Бэнкс/Мэтт Миллер        |
| 2020      | ф  | Жизнь за год                                                     | Life in a Year                                    | Xavier                           |